# Le Gentil (cratère)
Pour les articles homonymes, voir Le Gentil.
Le Gentil est un cratère lunaire situé dans la partie sud-ouest de la face visible de la Lune. Il est situé juste au sud du grand cratère Bailly, à l'est du cratère  Boltzmann et au sud-est des cratères  Ashbrook et Drygalski. Le cratère Le Gentil a été profondément érodé par les impacts, laissant une formation très usée qui n'est guère plus qu'une dépression à la surface. Le plancher intérieur, presque sans relief, est recouvert d'une multitude de minuscules craterlets et deux petits cratères satellites : "Le Gentil C" et "Le Gentil B". Il y a un petit craterlet satellite attaché à la bordure orientale "Le Gentil C". 
En 1935, l'Union astronomique internationale lui a attribué le nom de Le Gentil en l'honneur de l'astronome français Guillaume Le Gentil. 
Le cratère Le Gentil possède un certain nombre de cratères satellites identifiés avec des lettres.
| Le Gentil | Latitude | Longitude | Diamètre |
| --------- | -------- | --------- | -------- |
| A         | 74.6° S  | 52.4° W   | 33 km    |
| B         | 75.0° S  | 73.0° W   | 16 km    |
| C         | 74.4° S  | 75.1° W   | 19 km    |
| D         | 74.6° S  | 63.8° W   | 12 km    |
| G         | 71.8° S  | 58.8° W   | 17 km    |